# CP série 0100
La série 100 est une ancienne série d'autorails des CP, les chemins de fer portugais.
Ils ont été radiés en 2006 ; cette même année, les autorails 0101, 0109, 0110, 0113, 0114 et 0115 ont été vendus à l'Argentine. 